# Colombia (equip ciclista)

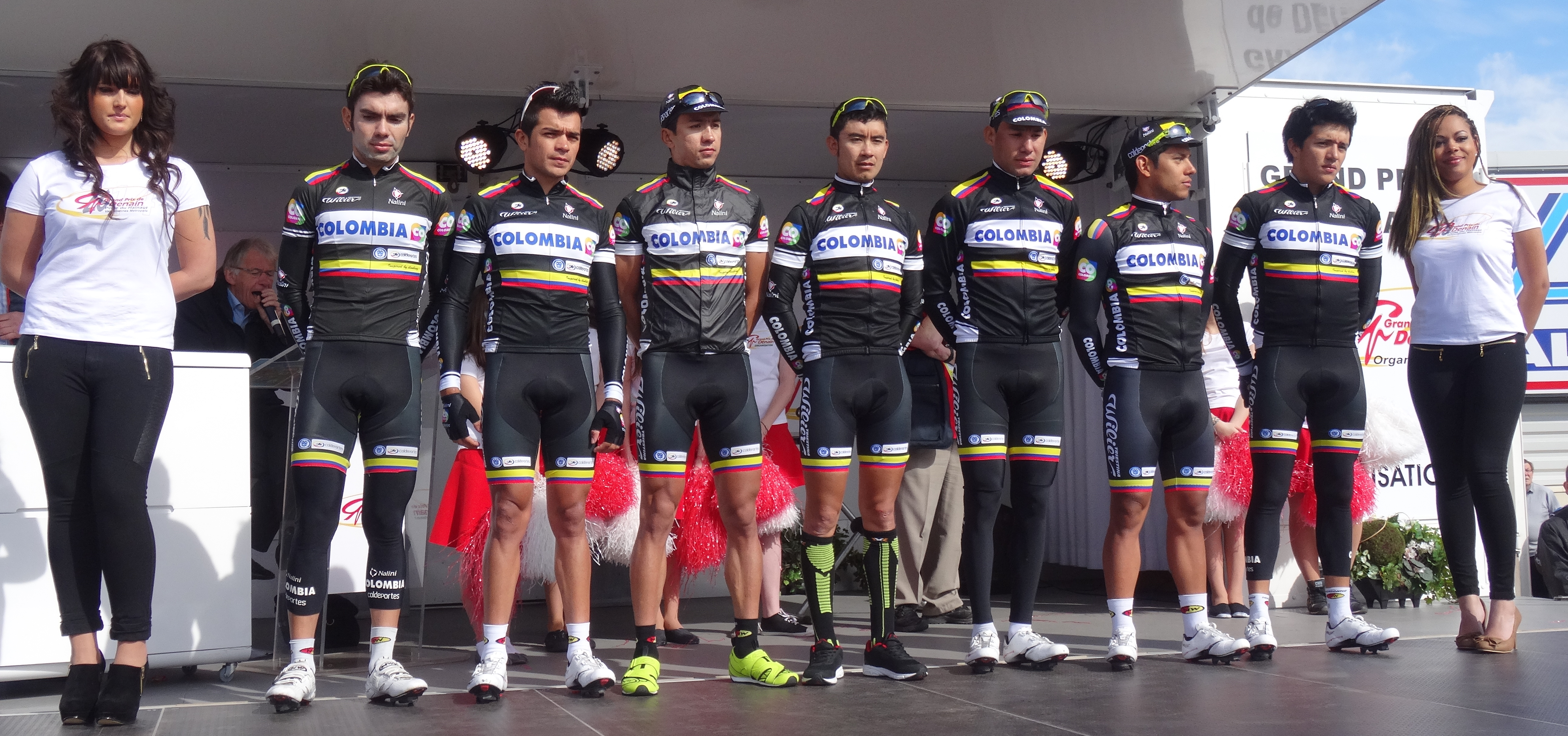
L'equip Colombia al Gran Premi de Denain, l'abril de 2014

El Colombia (codi UCI: COL) va ser un equip ciclista en ruta amb seu a Colòmbia. Fundat el 2012, tenia una categoria d'equip continental professional i fou impulsat per l'Institut Coldeportes.

## Història
El projecte fou presentat e 12 d'octubre de 2011. Dirigit pel mànager italià Claudio Corti (exmànager d'equips com el Polti, Saeco, Lampre i Barloworld) i l'ex ciclista Oliverio Rincón com a director esportiu, realitzà la tramitació davant l'UCI per obtenir una llicència Professional Continental, la qual cosa fou acceptada a primers de novembre de 2011.
Va desaparèixer a finals del 2015 per problemes econòmics.

## Principals victòries

### Grans Voltes
- Giro d'Itàlia
  - 2 participacions (2013, 2014)

- Volta a Espanya
  - 1 participacions (2015)

### Campionats nacionals
- Campionat de Colòmbia en ruta: 2014 (Miguel Ángel Rubiano)

## Classificacions UCI
L'equip participa en les proves dels circuits continentals, principalment en les curses del calendari de l'UCI Europa Tour, tot i que també ho ha fet en algunes de l'UCI Amèrica Tour. Les taules de sota presenten les classificacions de l'equip en els diferents circuits, així com el millor ciclista en la classificació individual.
UCI Amèrica Tour
| Temporada | Classificació per equips | Millor ciclista en la classificació individual |
| --------- | ------------------------ | ---------------------------------------------- |
| 2012      | 19è                      | Fabio Duarte (53è)                             |
| 2013      | 28è                      | Edwin Ávila (150è)                             |
| 2014      | 23è                      | Miguel Ángel Rubiano (78è)                     |
| 2015      | 13è                      | Rodolfo Torres (25è)                           |

Nota: L'equip sols va disputar dues proves de l'UCI Amèrica Tour 2011-2012 i una de l'UCI Amèrica Tour 2012-2013.
UCI Àsia Tour
| Temporada | Classificació per equips | Millor ciclista en la classificació individual |
| --------- | ------------------------ | ---------------------------------------------- |
| 2014      | 37è                      | Dúber Quintero (75è)                           |
| 2015      | 50è                      | Leonardo Duque (196è)                          |

UCI Europa Tour
| Temporada | Classificació per equips | Millor ciclista en la classificació individual |
| --------- | ------------------------ | ---------------------------------------------- |
| 2012      | 26è                      | Esteban Chaves (29è)                           |
| 2013      | 55è                      | Leonardo Duque (86è)                           |
| 2014      | 51è                      | Miguel Ángel Rubiano (200è)                    |
| 2015      | 50è                      | Rodolfo Torres (242è)                          |